# متعددات الألوان
متعددات الألوان (الاسم العلمي: Poeciliidae) هي فصيلة أسماك ولودة تتبع رتبة بطحيشيات الشكل من طائفة شعاعيات الزعانف.

## التصنيف
- البكيللاوات
  - المولي

ومن ضمن الأنواع التي تنتمي للفصيلة الجوبي وسوردتيل وسمكة البلاتي .